# Aeroportul Santa Barbara De Barinas
Aeroportul Santa Barbara De Barinas (IATA: SBB, ICAO: SVSB) este un aeroport din Barinas, Venezuela.
Situat la o altitudine de 180 m, aeroportul dispune de o singură pistă.